# Tony Willems
Antoon (Tony) Edgard Leo Michiel Willems (Brugge, 6 juni 1939) is een Belgisch regisseur, acteur en adviseur kunstonderwijs. Hij specialiseerde zich in de regie van spektakels, meestal in open lucht waaronder de vijfjaarlijkse Praalstoet van de Gouden Boom maar vooral de Heilig Bloedprocessie die hij veertig jaar regisseerde. Zijn regisseurschap is in 2009 bekroond met de toevoeging van de processie op de lijst van het immaterieel cultureel werelderfgoed van de UNESCO. Hij regisseerde toneelstukken voor grote theatergezelschappen zoals de Antwerpse Koninklijke Nederlandse Schouwburg en de Comédie-Française in Parijs.

## Leven
Hij is een telg van de familie Willems die actief was in de Brugse muziek- en toneelwereld. Zijn vader Albert was de oprichter van de scoutsharmonie Sint-Leo en zijn oom Armand (1902-1961) was assistent-regisseur van het Heilig Bloedspel op de Brugse Grote Markt.
Willems volbracht het middelbaar onderwijs aan het Sint-Leocollege. Vervolgens behaalde hij in 1961 het diploma van regent wiskunde-fysica aan het Sint-Jozefsinstituut te Torhout en werd onmiddellijk daarna leraar wiskunde-fysica aan het Sint-Pieterscollege in Blankenberge waar hij bleef lesgeven tot in 1971.
Naast zijn beroepsloopbaan in het onderwijs volgde Willems opleidingen voor een loopbaan in de toneelwereld. Hij volgde de toneelopleiding aan het Koninklijk Conservatorium Gent waar hij een medestudent was van Jo De Meyere en behaalde er in 1967 de eerste prijs Toneel. In 1968 behaalde hij het getuigschrift regie en dramaturgie aan het Rits in Brussel. Vanaf 1967 begon Willems met professioneel acteren en regisseren. Dat jaar werd hij leraar dictie, voordracht en toneel aan de conservatoria van Brugge en Oostende tot in 1989. Vanaf dat jaar tot in 1999 was hij pedagogisch adviseur voor Woordkunst en Toneel bij het Onderwijssecretariaat van de Steden en Gemeenten van de Vlaamse Gemeenschap. Tijdens die periode was hij voorzitter van de Vlaamse Onderwijsraad, afdeling Deeltijds kunstonderwijs.
Van 2003 tot 2013 was Willems voorzitter van de Sociaal-Culturele Raad van de stad Brugge. In het kader van de Culturele Akkoorden verwierf verwierf Willems studiebeurzen voor Praag (1971) en Israël (1975). In 1999 behaalde hij het diploma van stadsgids na het volgen van de Gidsencursus van de Koninklijke Gidsenbond Brugge en werd daarbij uitgeroepen tot algemeen laureaat van de lichting.

## Regisseur van massaspelen en openluchtevenementen
Willems specialiseerde zich in het regisseren van grote spektakels, meestal in open lucht.

### Heilig Bloedprocessie
De Heilig Bloedprocessie was het eerste en meteen ook het belangrijkste evenement in open lucht dat Willems zou regisseren. Eind jaren 1960 was het toeschouwersaantal gedaald en een volledige herschrijving van de processie drong zich op. Historicus Antoon Viaene nam in 1970 de taak op zich om de scenario's te hernieuwen en het was op zijn voorstel dat Willems werd aangetrokken als regisseur. De taferelen werden voortaan uitgebeeld door de talrijke Brugse broederschappen en verenigingen die sinds de middeleeuwen de relikwie vereerden. Daarmee keerde de processie terug naar de gewoonte uit de late middeleeuwen.
Onder zijn leiding evolueerde de processie stilaan tot een wandelend straattheater met korte scènes van maximaal één minuut. Willems schreef hiervoor de meeste teksten. In het Heilige Jaar 2000 volgde een grote vernieuwingsoperatie waarbij acht groepen betrokken waren.
Al in 2004 speelde Willems als voorzitter van de Sociaal-Culturele Raad van de stad Brugge met de gedachte om de processie te laten erkennen als immaterieel cultureel werelderfgoed van de UNESCO. Het was op zijn voorstel dat de Brugse 'erfgoedcel' en de Edele Confrérie van het Heilig Bloed in 2008 een dossier indienden bij de UNESCO. In 2009 regisseerde Willems zijn laatste processie en zag zijn carrière als regisseur enkele maanden later bekroond worden met de erkenning, als allereerste Vlaamse stoet, van de H. Bloedprocessie als werelderfgoed. Zijn opvolger werd Dominique Deckers die door Willems was opgeleid.
In 2006 ontdekte Willems, die lid is van de Koninklijke Brugse Amateur Cineasten, in het archief van de club een film van twaalf minuten van een amateur-cineast over de Heilig Bloedprocessie in 1938. Het is de oudst bekende film over de processie. Na restauratie werd de film op dvd gezet.

### Andere Brugse evenementen
Willems regisseerde deze Brugse evenementen:
- Vijfjaarlijkse Praalstoet van de Gouden Boom, in 1985, 1991, 1996, 2002, 2007 en 2012. Hier werd hij eveneens opgevolgd door Dominique Deckers.
- Groot Tornooi van Brugge, steekspelen op de Markt (1974).
- Avondstoet Maria van Bourgondië, in 1982 en 1987.
- Stoet Brugge Oud en Nieuw'’, bij de inhuldiging van burgemeester Michel Van Maele in 1973.
- Inwijdingsplechtigheid van de nieuwe haven van Zeebrugge in 1985.
- Lasers op Eeuwen en Leeuwen, viering Jan Breydel en Pieter de Coninck in 1987.
- Sterrestoet, jaarlijks van 1974 tot 1989.
- Reiefeesten, verschillende taferelen in 1986 en 1989.
- Het Europa van Het Gulden Vlies, vierdelige tv-documentaire (1987).
- Het Banket van de Witte Roos, in 1986, 1990, 1991, 1992, 1995, 1996, 2002.
- Zeebrugge '90 in 1990.
- Club-Brugge 100 in 1991.
- Het Huwelijk van de Infanta, historische evocatie in 1991.
- De '60/40-koningsviering' in West-Vlaanderen in 1991.
- Historische evocatie Hans Memling  in 1994.
- Stoet Lodewijk van Gruuthuse in 1992.

### Buiten Brugge
Buiten Brugge was Willems actief als regisseur van evenementen:
- ‘Rodenbachstoet’, Roeselare (1986, 1991).
- 's Lands Feest, 25-jarig ambtsjubileum van koning Boudewijn, Heizel (1976).
- IJzerbedevaart, Diksmuide (1988, 1989, 1994).
- Ontmoeting Jeugd 150, 150 jaar België, Opheylissem (1980).
- Nacht van Het Paard, Oostende (1975, 1976, 1977).
- Europaliastoet, Europastoet rond de Koude Oorlog, Tielt (1986, 1987, 2002).
- Nacht van de Poëzie en St.-Nikolaasveiling, Kortrijk (1975).
- Blijde Inkomst van Karel de Stoute, historische stoet, Leuven (1998, 2003).
- Historische praalstoet in Gent ter gelegenheid van 200 jaar Gentse Floraliën (2008).

## Activiteiten als regisseur
Willems was de eerste die het werk van Fernando Arrabal en van Eduardo Manet op het Nederlandstalig toneel bracht.
Hij voerde ongeveer 200 regieopdrachten uit:
- Koninklijke Nederlandse Schouwburg (KNS) Antwerpen
- Comédie-Française Parijs
- BRT televisie 
  - De verrijzenis van Ons Heer, televisiefilm (1979)
- Fakkeltheater Antwerpen
- Mechels Miniatuur Teater
- Theater Vertikaal Gent
- Podiumtheater Hasselt
- Theater Malpertuis Tielt
  - Het Autokerkhof, van Fernando Arrabal
- Centrum voor Theaterstudie Brugge (in 1967 opgericht door Willems en Antoon Carette)
  - Fando en Lis van Fernando Arrabal
  - De Nonnen van Eduardo Manet, geselecteerd voor een theaterfestival in Parijs en opgevoerd in Le théatre de l'épée de bois.
- Theater 'De Korre', Brugge
- Amateurtoneelgezelschappen in West-Vlaanderen.

## Als acteur
Tony Willems speelde heel wat rollen bij verschillende gezelschappen, onder dewelke:
- NTG Gent
- BRT televisie
- Arcatheater Gent
- Korrekelder Brugge
- Theater Malpertuis Tielt
- Centrum voor Theaterstudie Brugge
  - de bruidegom in De Bruiloft van Bertolt Brecht
- Theater De Kelk Brugge
- Theater Te Koop Brugge
- Zomertheater Brugge (1975) op de binnenkoer van de Stadshallen
  - hoofdrol in De Marathon van Claude Confortès.

## Privé
Tony Willems is getrouwd en heeft een zoon en een dochter.